# Malandry
Malandry je francouzská obec v departementu Ardensko v regionu Grand Est, na hranici s Belgií. V roce 2020 zde žilo 78 obyvatel.

## Sousední obce
Autréville-Saint-Lambert (Meuse), La Ferté-sur-Chiers, Inor (Meuse), Olizy-sur-Chiers (Meuse), Sailly, Vaux-lès-Mouzon, Villy

## Historie
Vesnice se připomíná od poloviny 12. století, svůj původ z ní odvozovali pánové z Malandry. Jejich erb obec užívá dosud. Panské sídlo s citadelou bylo po roce 1659 přestavěno na zámek, dochovala se z něj věž, která je nyní součástí farmy. Římskokatolický kostel sv. Makaria Velikého je novogotický z 19. století, s barokním zařízením z předchozí stavby.
Podle místní pověsti  čarodějnice pořádaly svůj sabat na křižovatce Neudant, v lese mezi obcemi Inor a Malandry.

## Vývoj počtu obyvatel
Počet obyvatel 